# ラ・カチーラ
『ラ・カチーラ』（La Cachila）は、エドゥアルド・アローラス作曲のタンゴ。

## 概要
1921年発表の曲。
エクトル・ポリート（Hector Polito）作詞の歌詞がついている。
カルロス・ディサルリ楽団の演奏が、有名である。様々な楽団により、解釈演奏されている。
YouTubeでも、いくつか、アップロードされている。

## カヴァー
- カルロス・ディサルリ楽団
- ファン・ダリエンソ楽団
- アストル・ピアソラ

その他